# St.-Sebastian-und-St.-Vincenz-Kirche (Breinermoor)

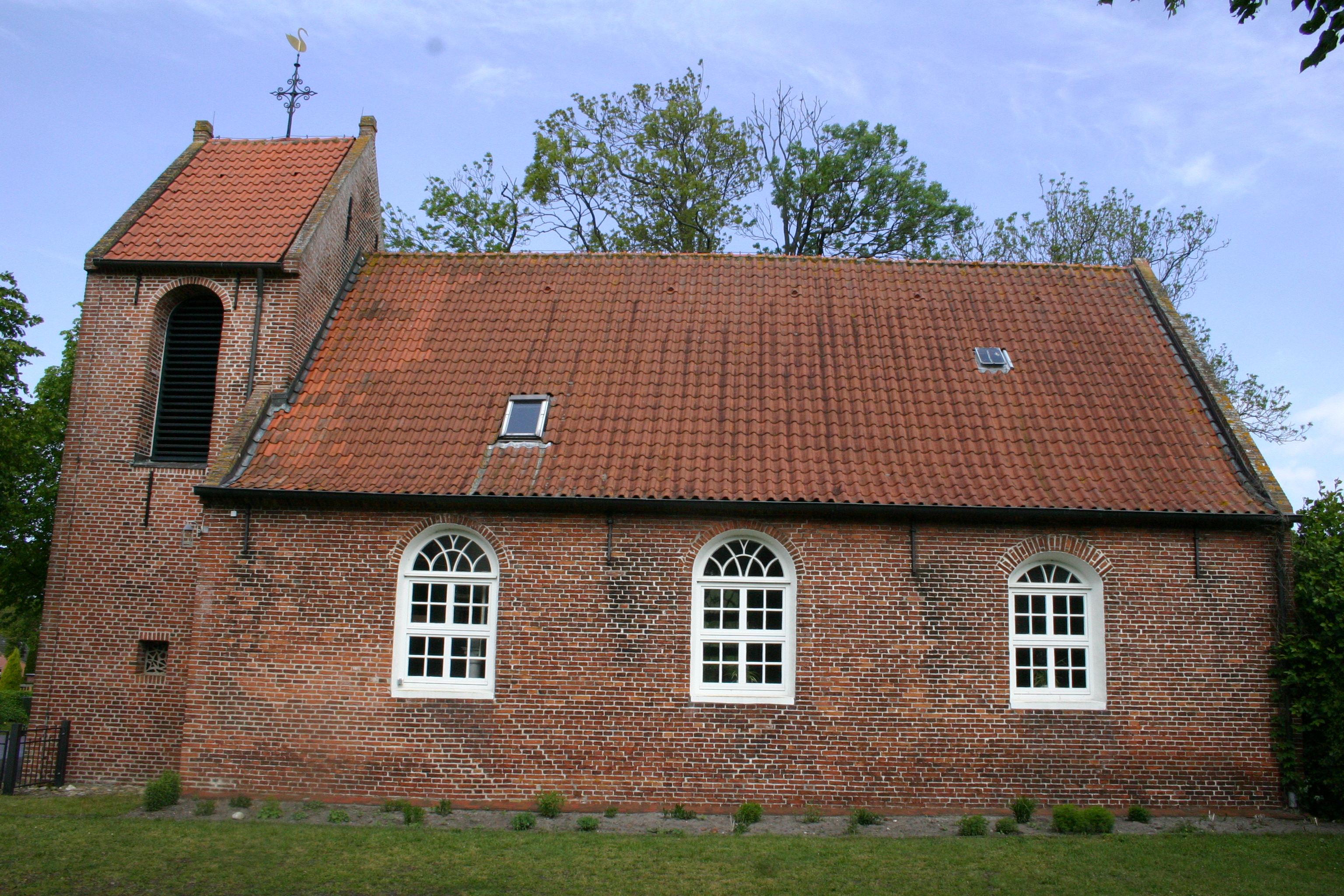
Lutherische Kirche in Breinermoor

Die lutherische St.-Sebastian-und-St.-Vincenz-Kirche in Breinermoor, Gemeinde Westoverledingen (Ostfriesland), wurde 1784 als Saalkirche gebaut.

## Geschichte
Die heutige Kirche wurde als Ersatz für eine Kapelle errichtet, die auf dem 400 Meter entfernten Friedhof stand. Nach Fertigstellung der Kirche wurde die Kapelle abgerissen. Westlich wurde ein schmaler Glockenturm an das Schiff angebaut. Je drei rundbogige große Fenster in den beiden Längsseiten lassen Licht in die Kirche fallen. 
Bis 1925 unterhielt die Kirchengemeinde einen eigenen Pastor. Seitdem teilte sie sich eine Pfarrstelle mit Backemoor. Am 1. Juni 2012 wurde die Kirchengemeinde mit der Vincenz-und-Laurentius-Kirchengemeinde in Backemoor zur neuen evangelisch-lutherischen Vincenz-Kirchengemeinde Backemoor-Breinermoor vereinigt. Sie gehört zum Kirchenkreis Rhauderfehn der Evangelisch-lutherischen Landeskirche Hannovers.

## Ausstattung

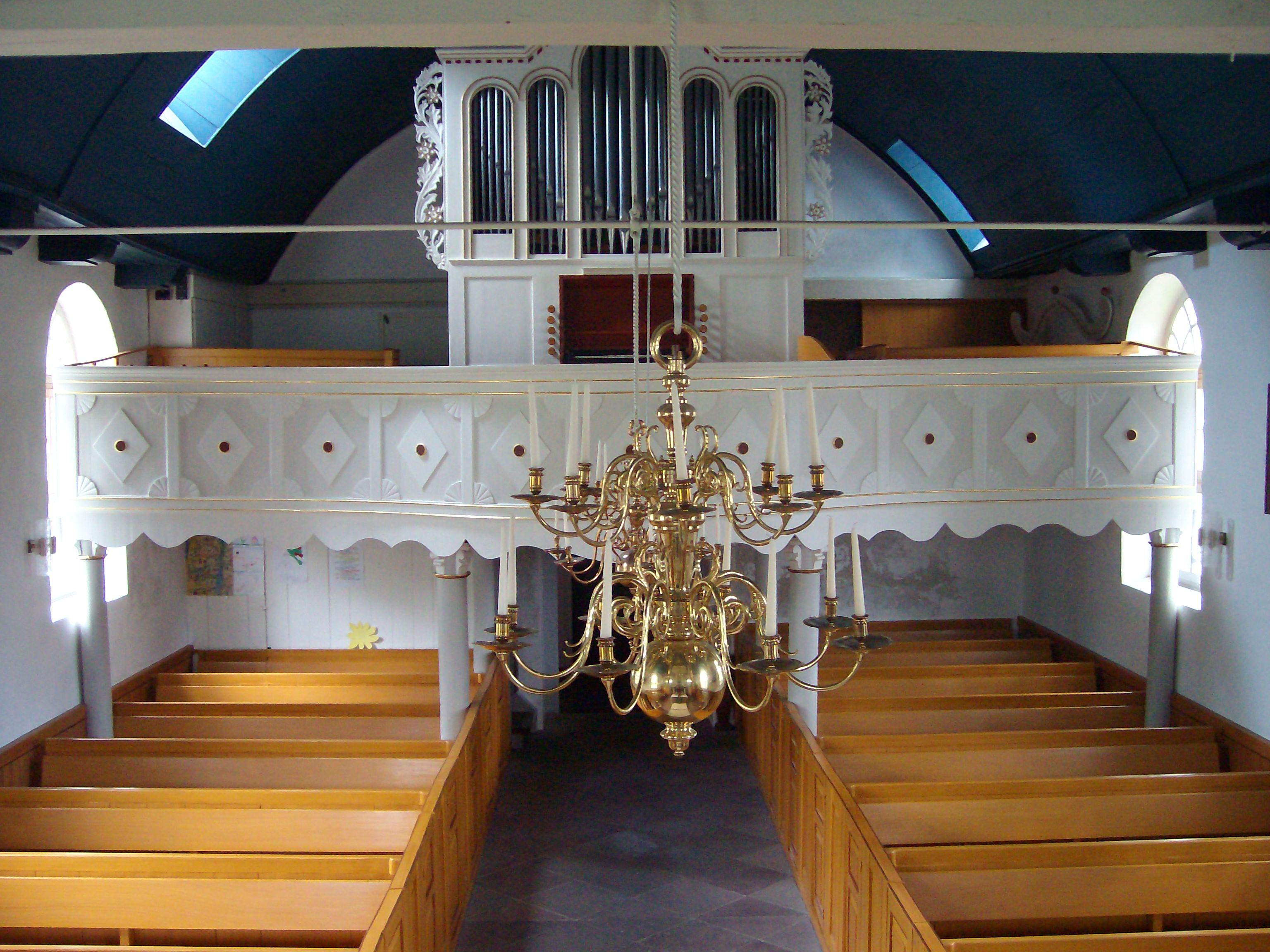
Blick in Richtung Orgelempore

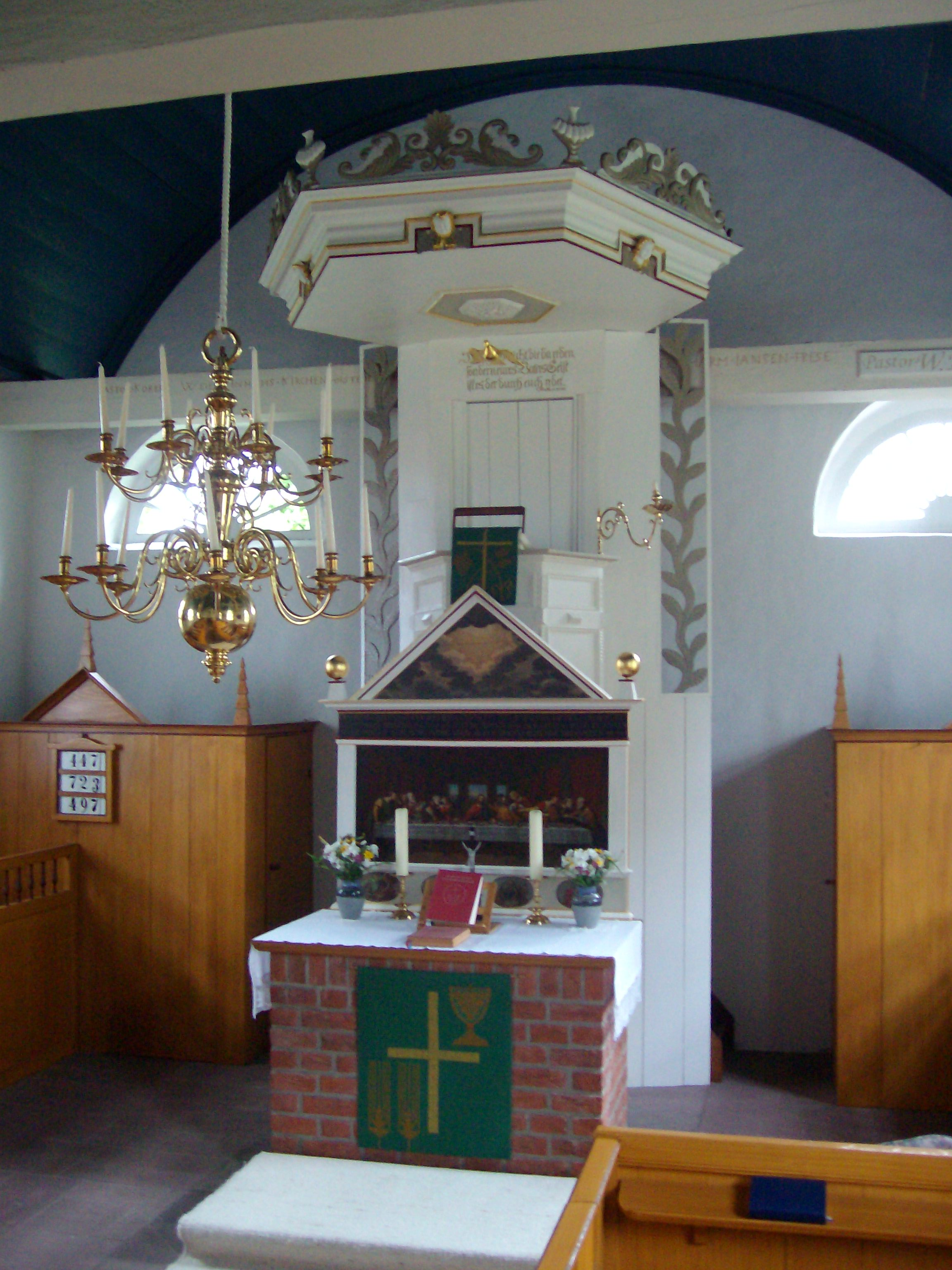
Kanzelaltar

Das Innere des Gotteshauses wird durch ein hölzernes Tonnengewölbe abgeschlossen. Verschiedene Einrichtungsgegenstände stammen aus dem Vorgängerbau. Die sechseckige Kanzel über dem Altar datiert von 1686. Ursprünglich bildete sie mit dem Altar eine Einheit, bis im 19. Jahrhundert eine Umgestaltung erfolgte. Auf dem Altar ist in Öl auf Leinwand Das letzte Abendmahl von Leonardo da Vinci nachgemalt. Zu den Vasa Sacra gehört ein Kelch, den Lubbe Jansen 1664 stiftete. Der Kronleuchter geht auf das Jahr 1751 zurück. Die Orgel wurde um 1874 von Gerd Sieben Janssen mit neun Registern auf einem Manual geschaffen. Im Laufe der Jahre erfolgten mehrere Umbauten. Das Gehäuse und teilweise das Pfeifenwerk sind erhalten. Eine Datierung der Orgel um 1860 ist aufgrund der neugotischen Gestaltung unwahrscheinlich.